# Jure Košir
Jure Košir (* 24. April 1972 in Jesenice) ist ein ehemaliger slowenischer Skirennläufer. Er war auf die technischen Disziplinen Slalom und Riesenslalom spezialisiert, gewann drei Weltcuprennen und die Bronzemedaille im Slalom bei den Olympischen Winterspielen 1994.

## Biografie
Koširs erster internationaler Erfolg war der Sieg im Super-G bei den Juniorenweltmeisterschaften 1991 in Hemsedal. Später spezialisierte er sich auf Riesenslalom und besonders Slalom. Im Dezember 1993 gewann er als erster Fahrer aus dem unabhängig gewordenen Slowenien ein Weltcuprennen, den Slalom der 3-Tre-Rennen in Madonna di Campiglio. Bei den Olympischen Winterspielen 1994 in Lillehammer gewann er im Slalomrennen die Bronzemedaille hinter Thomas Stangassinger und Alberto Tomba. In der Slalom-Disziplinenwertung der Saison 1993/94 erreichte er den dritten Platz.
Die Saison 1994/95 war ebenfalls erfolgreich. Zwar konnte er wegen Alberto Tombas Überlegenheit kein Rennen gewinnen, erreichte aber den zweiten Platz in der Endabrechnung des Riesenslalom-Weltcups, den dritten Platz im Slalom-Weltcup und den dritten Platz im Gesamtweltcup. Die darauf folgenden Jahre verliefen weniger erfolgreich, doch in der Saison 1998/99 hatte er einen zweiten Karrierehöhepunkt. Er gewann zwei Slalomrennen, eines davon in Kranjska Gora, dem Nachbardorf seines Geburtsortes Mojstrana. Im Slalom-Weltcup erreichte er den zweiten Platz. Danach konnte er nicht mehr an seine früheren Leistungen anknüpfen. Er trat Ende der Saison 2005/06 zurück.
Neben seinen drei Siegen erreichte Košir bei Weltcuprennen insgesamt 20 Platzierungen unter den ersten drei, 18 davon im Slalom. Von 1992 bis 2005 gewann er 13 slowenische Meistertitel: sechs im Slalom, vier im Riesenslalom und drei im Super-G. 1994 wurde er zu Sloweniens Sportler des Jahres gewählt.
Neben seinen sportlichen Leistungen ist Jure Košir in Slowenien auch als Rapper bekannt. Mitte der 1990er, auf dem Höhepunkt seiner Popularität, nahm er einige Songs auf. Eines davon, Včasih smučam hit, včasih pa počas (Manchmal fahre ich schnell Ski, manchmal langsam) erreichte in seiner Heimat sogar die Charts.

## Erfolge

### Olympische Winterspiele
- Albertville 1992: 13. Kombination, 19. Slalom, 22. Riesenslalom, 29. Super-G
- Lillehammer 1994: 3. Slalom, 23. Riesenslalom
- Nagano 1998: 5. Riesenslalom
- Salt Lake City 2002: 8. Slalom

### Weltmeisterschaften
- Sierra Nevada 1996: 8. Riesenslalom
- Sestriere 1997: 12. Slalom
- Vail/Beaver Creek 1999: 10. Slalom, 19. Riesenslalom
- St. Anton 2001: 8. Slalom

### Juniorenweltmeisterschaften
- Madonna di Campiglio 1988: 53. Super-G, 65. Abfahrt
- Aleyska 1989: 15. Riesenslalom, 21. Super-G
- Zinal 1990: 5. Super-G, 7. Slalom, 44. Abfahrt
- Geilo/Hemsedal 1991: 1. Super-G, 13. Riesenslalom, 42. Abfahrt

### Weltcup
- 2. Platz im Slalomweltcup in der Saison 1998/99
- 2. Platz im Riesenslalomweltcup in der Saison 1994/95
- 3. Platz im Gesamtweltcup in der Saison 1994/95
- 3. Platz im Slalomweltcup in den Saisonen 1993/94 und 1994/95
- 20 Podestplätze, davon 3 Siege:

| Datum             | Ort                  | Land       | Disziplin |
| ----------------- | -------------------- | ---------- | --------- |
| 20. Dezember 1993 | Madonna di Campiglio | Italien    | Slalom    |
| 6. Januar 1999    | Kranjska Gora        | Slowenien  | Slalom    |
| 24. Januar 1999   | Kitzbühel            | Österreich | Slalom    |

### Slowenische Meisterschaften
Košir ist 13-facher slowenischer Meister:
- 6× Slalom (1994, 1995, 1997, 1999, 2001, 2005)
- 4× Riesenslalom (1995, 1997, 1998, 1999)
- 3× Super-G (1992, 1993, 1995)